# Burnout Syndromes
Burnout Syndromes (バーンアウト・シンドロームズ), stylisé BURNOUT SYNDROMES, est un groupe japonais de rock alternatif et de power pop  originaire d'Osaka. Formé en 2005, le groupe est un trio composé de Kazūmi Kumagai, Taiyu Ishikawa et Takuya Hirose.
Le groupe est essentiellement connu pour ses multiples participations à la bande originale de la célèbre série d'animation sportive Haikyū!!, leurs titres Fly High!!, Hikariare (ヒカリアレ) et Phoenix ayant tous trois servis de générique de début à la série.
Outre Haikyū!!, BURNOUT SYNDROMES a notamment interprêté les titres Good Morning World et Wake Up H×ERO!, lesquels ont respectivement servis d'openings aux séries d'animation Dr. Stone et Super HxEros .
BLIZZARD, opening de Mashiro no oto, est également une de leurs productions.

## Membres
- Kazūmi Kumagai (熊谷 和海, Kumagai Kazūmi?), né le 20 mai 1992, chanteur et guitariste du groupe ;
- Taiyu Ishikawa (石川 大裕, Ishikawa Taiyu?), né le 3 mai 1992, bassiste du groupe ;
- Takuya Hirose (廣瀬 拓哉, Hirose Takuya?), né le 14 mars 1993, batteur du groupe.

## Discographie

### Albums studio
- 2014 : Sekaiichi Utsukushii Sekai (世界一美しい世界一美しい世界?)
- 2015 : Bungaku Shōjo (文學少女?)
- 2016 : Lemon (檸檬?)
- 2018 : Kujaku (孔雀?)
- 2019 : Myojo (明星?)
- 2021 : TOKYO